# Corujas (Braço do Norte)
Corujas, originalmente denominado Santo Antônio das Corujas, é um bairro da cidade catarinense de Braço do Norte.
Habitada inicialmente por nacionais, em ca. 1905 começou a ser colonizado por imigrantes alemães provenientes de Vargem do Cedro, que começaram a comprar terras dos nacionais, que formavam  no todo umas 30 famílias. Entraram umas 14 famílias de  descendentes de alemães, todos vindos de Vargem dos Cedros: Bernardo Heidemann, Jacó Stüp, José Johanan, Jacó, Augusto e Teodoro Heidemann, Augusto Bach, Guilherme Rech, Jorge Kniess, Polidoro Arent, Jacó e Antônio Kniess, Bernardo e Marcel Dirksen.